# 石丸晶子
石丸 晶子（いしまる あきこ、1935年4月26日 - ）は、日本の日本文学研究者。東京経済大学名誉教授。
福岡県生まれ。1965年東京大学文学部美術史学科卒業、1968年同大学文学部国語国文学科卒業。1971年同大学大学院人文科学研究科修士課程修了、1975年同博士課程単位取得満期退学。同年東洋女子短期大学英文学科専任講師、1977年東京経済大学経営学部専任講師、1978年同助教授、1984年同教授。1991年『式子内親王伝』で紫式部文学賞を受賞。2006年定年退職、名誉教授。
本来の専門は近代文学、とくに有島武郎だが、日本古典について数多くの著作がある。

## 著書

### 単著
- 『万葉の女たち男たち』（講談社、1986年、のち朝日文庫）
- 『式子内親王伝 面影びとは法然』（朝日新聞社、1989年、のち朝日文庫）
- 『歴史に咲いた女たち 源氏の花平家の花』（広済堂出版、1991年）
- 『歴史に咲いた女たち 平安の花』（広済堂出版、1992年）
- 『歴史に咲いた女たち 飛鳥の花奈良の花』（広済堂出版、1993年）
- 『お手紙からみる法然さま そのお人がら』（浄土宗出版編、浄土宗、1995年）
- 『こだわりの大和路 花と恋の万葉集』（祥伝社〈ノン・ポシェット・ビジュアル〉、1996年）
- 『有島武郎 作家作品研究』（明治書院、2003年）
- 『百花繚乱 江戸を生きた女たち』（清流出版、2004年）
- 『波瀾万丈 中世・戦国を生きた女たち』（清流出版、2005年）
- 『月影の使者』（短編小説、浄土宗出版〈JP文庫〉、2014年）

### 現代語訳
- 『法然の手紙 愛といたわりの言葉』（編訳、人文書院、1991年）
- 『蜻蛉日記 現代語訳』（朝日新聞社、1997年）
- 『親鸞の手紙 付・恵信尼の手紙』（編訳、人文書院、2013年）